# Bonneval (Haute-Loire)
Pour les articles homonymes, voir Bonneval.
Bonneval est une commune française située dans le département de la Haute-Loire, en région Auvergne-Rhône-Alpes.

## Géographie

### Localisation
La commune de Bonneval se trouve dans le département de la Haute-Loire, en région Auvergne-Rhône-Alpes.
Elle se situe à 41 km par la route du Puy-en-Velay, préfecture du département, à 40 km de Brioude, sous-préfecture, et à 12 km de Craponne-sur-Arzon, bureau centralisateur du canton du Plateau du Haut-Velay granitique dont dépend la commune depuis 2015 pour les élections départementales.
Les communes les plus proches sont : 
Malvières (2,9 km), Saint-Victor-sur-Arlanc (3,6 km), La Chaise-Dieu (3,7 km), Jullianges (3,9 km), Félines (4,4 km), Sembadel (5,9 km), Beaune-sur-Arzon (6,8 km), La Chapelle-Geneste (7,2 km).
|                | Malvières | Saint-Victor-sur-Arlanc |
| La Chaise-Dieu | Bonneval  | Jullianges              |
|                | Félines   |                         |

### Climat
Pour des articles plus généraux, voir Climat d'Auvergne-Rhône-Alpes et Climat de la Haute-Loire.
En 2010, le climat de la commune est de type climat des marges montargnardes, selon une étude du Centre national de la recherche scientifique s'appuyant sur une série de données couvrant la période 1971-2000. En 2020, Météo-France publie une typologie des climats de la France métropolitaine dans laquelle la commune est exposée à un climat de montagne ou de marges de montagne et est dans la région climatique Nord-est du Massif Central, caractérisée par une pluviométrie annuelle de 800 à 1 200 mm, bien répartie dans l’année.
Pour la période 1971-2000, la température annuelle moyenne est de 7,8 °C, avec une amplitude thermique annuelle de 16,6 °C. Le cumul annuel moyen de précipitations est de 859 mm, avec 9,5 jours de précipitations en janvier et 7,5 jours en juillet. Pour la période 1991-2020, la température moyenne annuelle observée sur la station météorologique de Météo-France la plus proche, « Félines_sapc », sur la commune de Félines à 4 km à vol d'oiseau, est de 7,5 °C et le cumul annuel moyen de précipitations est de 930,5 mm,. Pour l'avenir, les paramètres climatiques de la commune estimés pour 2050 selon différents scénarios d'émission de gaz à effet de serre sont consultables sur un site dédié publié par Météo-France en novembre 2022.

### Géologie et relief
Bonneval est une commune nichée au cœur du parc naturel régional Livradois-Forez, dans la région du Livradois. Le village est situé à une altitude de 840 mètres.

### Hydrographie
Les cours d'eau qui traversent la commune se nomment la Senouire et la Dorette.

## Urbanisme

### Typologie
Au 1er janvier 2024, Bonneval est catégorisée commune rurale à habitat très dispersé, selon la nouvelle grille communale de densité à sept niveaux définie par l'Insee en 2022.
Elle est située hors unité urbaine et hors attraction des villes,.

### Occupation des sols
L'occupation des sols de la commune, telle qu'elle ressort de la base de données européenne d’occupation biophysique des sols Corine Land Cover (CLC), est marquée par l'importance des forêts et milieux semi-naturels (79 % en 2018), une proportion sensiblement équivalente à celle de 1990 (79,5 %). La répartition détaillée en 2018 est la suivante : 
forêts (79 %), zones agricoles hétérogènes (10,6 %), prairies (10,4 %). L'évolution de l’occupation des sols de la commune et de ses infrastructures peut être observée sur les différentes représentations cartographiques du territoire : la carte de Cassini (XVIIIe siècle), la carte d'état-major (1820-1866) et les cartes ou photos aériennes de l'IGN pour la période actuelle (1950 à aujourd'hui).

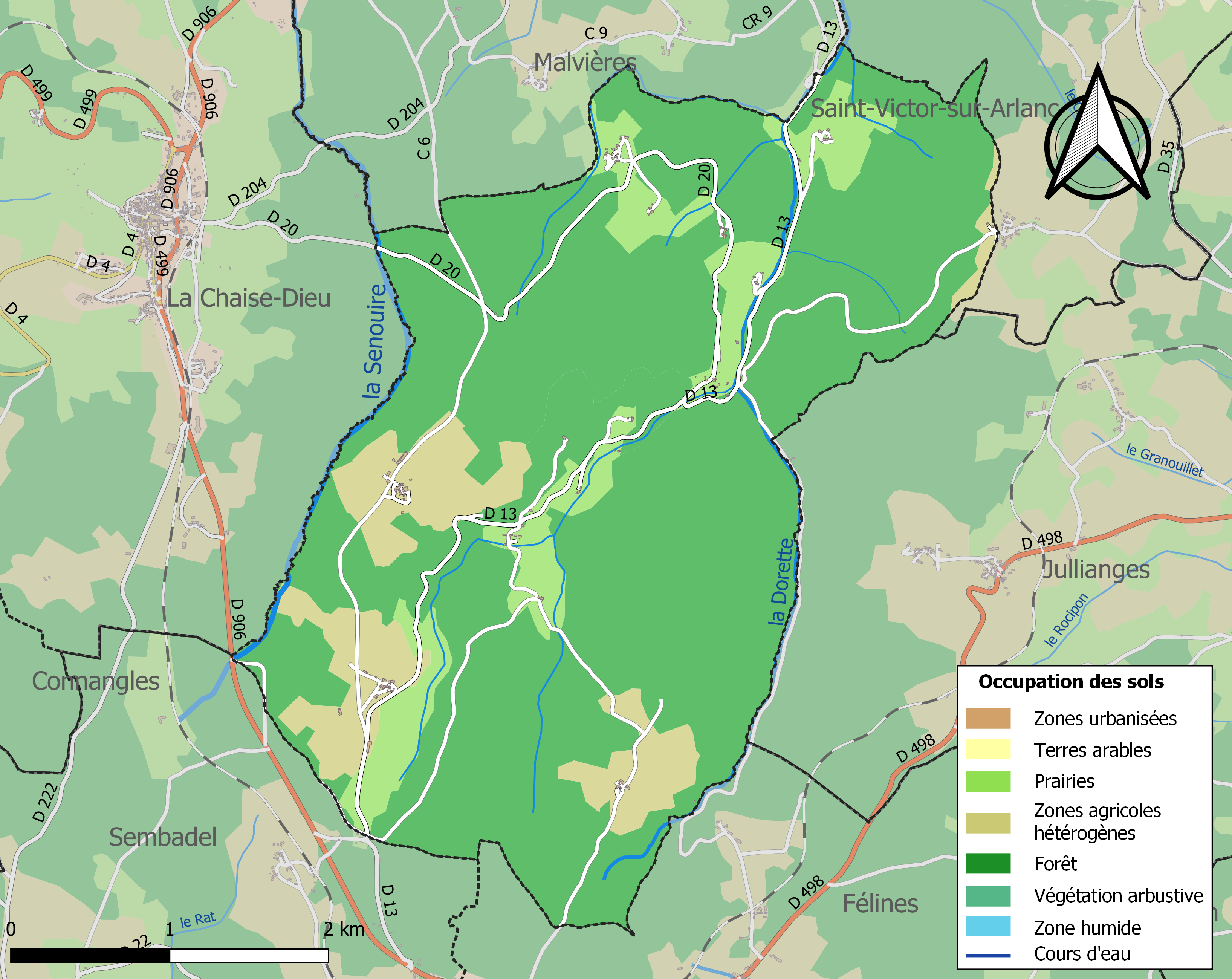
Carte des infrastructures et de l'occupation des sols de la commune en 2018 (CLC).
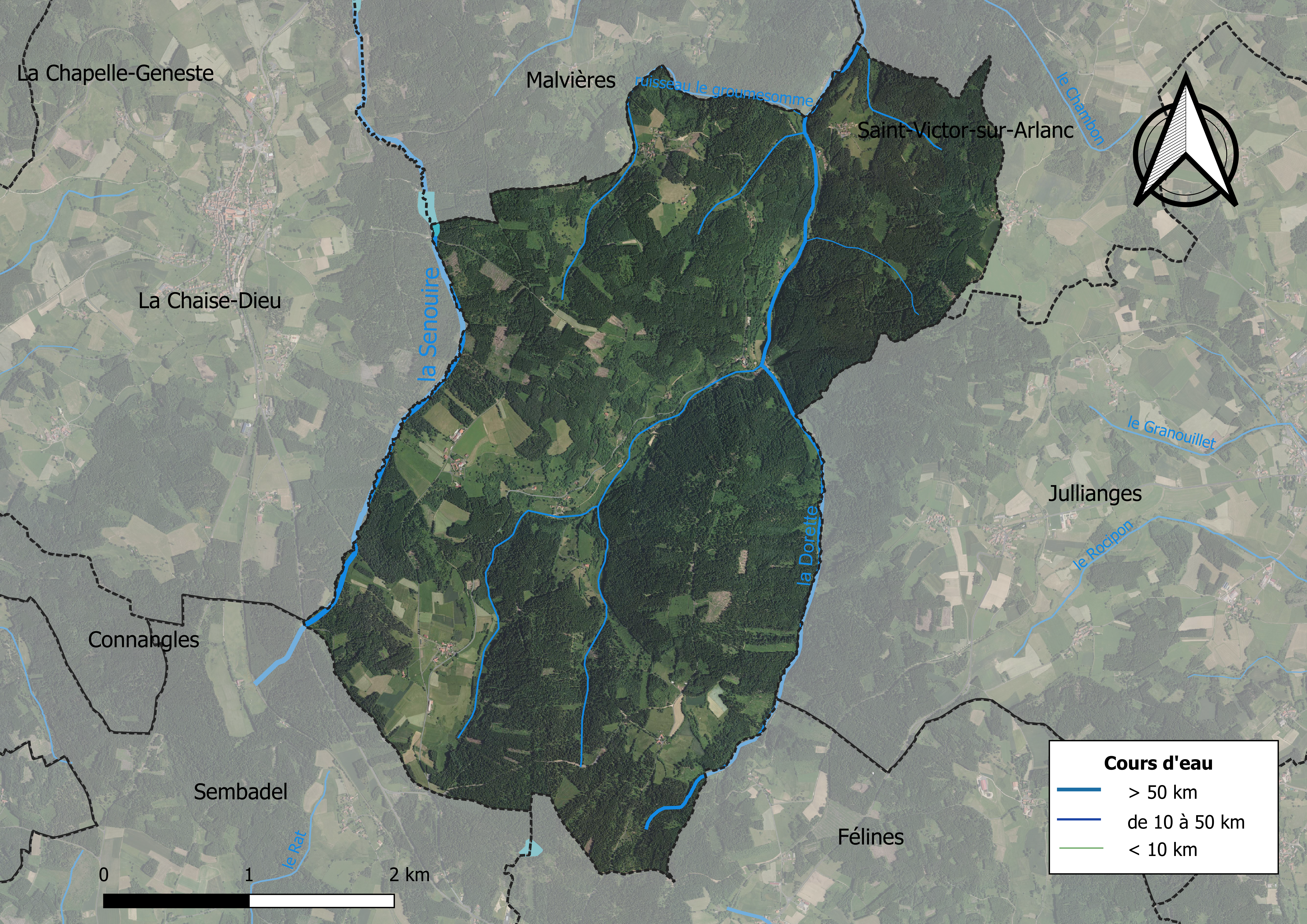
Carte orthophotographique de la commune.

### Habitat et logement
En 2018, le nombre total de logements dans la commune était de 97, alors qu'il était de 95 en 2013 et de 99 en 2008.
Parmi ces logements, 38,6 % étaient des résidences principales, 47,6 % des résidences secondaires et 13,8 % des logements vacants. Ces logements étaient pour 89,9 % d'entre eux des maisons individuelles et pour 10,1 % des appartements.
Le tableau ci-dessous présente la typologie des logements à Bonneval en 2018 en comparaison avec celle de la Haute-Loire et de la France entière. Une caractéristique marquante du parc de logements est ainsi une proportion de résidences secondaires et logements occasionnels (47,6 %) supérieure à celle du département (16,1 %) et à celle de la France entière (9,7 %). Concernant le statut d'occupation de ces logements, 74,4 % des habitants de la commune sont propriétaires de leur logement (79,5 % en 2013), contre 70 % pour la Haute-Loire et 57,5 pour la France entière.
| Typologie                                               | Bonneval | Haute-Loire | France entière |
| ------------------------------------------------------- | -------- | ----------- | -------------- |
| Résidences principales (en %)                           | 38,6     | 71,5        | 82,1           |
| Résidences secondaires et logements occasionnels (en %) | 47,6     | 16,1        | 9,7            |
| Logements vacants (en %)                                | 13,8     | 12,4        | 8,2            |

## Toponymie
Anciennes mentions : Ecclesia de Bonaval (1177), Parochia de Bonaval (1348), Bonneval (1401), Prioratus sanctæ Eugeniæ Bonævallis (XVIe siècle), Le prieuré régulier de saint Eugénye de Bonneval (1621).
Bonneval viennent du latin bona et vallis, « vallée » ; il s'agit d'un nom typique des fondations monastiques (vallée consacrée à Dieu),.

## Histoire
En 1177, Bonneval est un prieuré de religieuses bénédictines. Il relève de l'abbaye Saint André de Lavaudieu qui dépend de l'abbaye de la Chaise-Dieu.

## Politique et administration

### Découpage territorial
La commune de Bonneval est membre de la communauté d'agglomération du Puy-en-Velay, un établissement public de coopération intercommunale (EPCI) à fiscalité propre créé le 26 décembre 2016 dont le siège est à Le Puy-en-Velay. Ce dernier est par ailleurs membre d'autres groupements intercommunaux.
Sur le plan administratif, elle est rattachée à l'arrondissement de Brioude, au département de la Haute-Loire, en tant que circonscription administrative de l'État, et à la région Auvergne-Rhône-Alpes.
Sur le plan électoral, elle dépend du canton du Plateau du Haut-Velay granitique pour l'élection des conseillers départementaux, depuis le redécoupage cantonal de 2014 entré en vigueur en 2015, et de la deuxième circonscription de la Haute-Loire pour les élections législatives, depuis le redécoupage électoral de 1986.

### Élections municipales et communautaires

#### Élections de 2020
Le conseil municipal de Bonneval, commune de moins de 1 000 habitants, est élu au scrutin majoritaire plurinominal à deux tours avec candidatures isolées ou groupées et possibilité de panachage. Compte tenu de la population communale, le nombre de sièges à pourvoir lors des élections municipales de 2020 est de 7. La totalité des sept candidats en lice est élue dès le premier tour, le 15 mars 2020, avec un taux de participation de 71,25 %.
Paul Bard, maire sortant, est réélu pour un nouveau mandat le 26 mai 2020.
Dans les communes de moins de 1 000 habitants, les conseillers communautaires sont désignés parmi les conseillers municipaux élus en suivant l’ordre du tableau (maire, adjoints puis conseillers municipaux) et dans la limite du nombre de sièges attribués à la commune au sein du conseil communautaire. Un siège est attribué à la commune au sein de la communauté d'agglomération du Puy-en-Velay.

#### Liste des maires
| Période                                  | Période                    | Identité  | Étiquette    | Qualité                   |
| ---------------------------------------- | -------------------------- | --------- | ------------ | ------------------------- |
| Les données manquantes sont à compléter. |                            |           |              |                           |
| mars 2001                                | En cours (au 26 août 2014) | Paul Bard | UDF puis UMP | Ancien conseiller général |

## Population et société

### Démographie

#### Évolution démographique
L'évolution du nombre d'habitants est connue à travers les recensements de la population effectués dans la commune depuis 1793. Pour les communes de moins de 10 000 habitants, une enquête de recensement portant sur toute la population est réalisée tous les cinq ans, les populations de référence des années intermédiaires étant quant à elles estimées par interpolation ou extrapolation. Pour la commune, le premier recensement exhaustif entrant dans le cadre du nouveau dispositif a été réalisé en 2006.

En 2022, la commune comptait 91 habitants, en évolution de +26,39 % par rapport à 2016 (Haute-Loire : +0,36 %, France hors Mayotte : +2,11 %).
| 1793 | 1800 | 1806 | 1821 | 1831 | 1836 | 1841 | 1846 | 1851 |
| ---- | ---- | ---- | ---- | ---- | ---- | ---- | ---- | ---- |
| 503  | 501  | 452  | 511  | 600  | 590  | 591  | 590  | 499  |

| 1856 | 1861 | 1866 | 1872 | 1876 | 1881 | 1886 | 1891 | 1896 |
| ---- | ---- | ---- | ---- | ---- | ---- | ---- | ---- | ---- |
| 446  | 464  | 382  | 433  | 424  | 422  | 411  | 390  | 372  |

| 1901 | 1906 | 1911 | 1921 | 1926 | 1931 | 1936 | 1946 | 1954 |
| ---- | ---- | ---- | ---- | ---- | ---- | ---- | ---- | ---- |
| 336  | 328  | 317  | 273  | 251  | 230  | 214  | 193  | 142  |

| 1962 | 1968 | 1975 | 1982 | 1990 | 1999 | 2006 | 2011 | 2016 |
| ---- | ---- | ---- | ---- | ---- | ---- | ---- | ---- | ---- |
| 118  | 123  | 124  | 122  | 109  | 105  | 94   | 81   | 72   |

| 2021 | 2022 | - | - | - | - | - | - | - |
| ---- | ---- | - | - | - | - | - | - | - |
| 83   | 91   | - | - | - | - | - | - | - |

#### Pyramide des âges
La population de la commune est relativement âgée.
En 2018, le taux de personnes d'un âge inférieur à 30 ans s'élève à 19,4 %, soit en dessous de la moyenne départementale (31 %). À l'inverse, le taux de personnes d'âge supérieur à 60 ans est de 51,4 % la même année, alors qu'il est de 31,1 % au niveau départemental.
En 2018, la commune comptait 38 hommes pour 31 femmes, soit un taux de 55,07 % d'hommes, largement supérieur au taux départemental (49,13 %).
Les pyramides des âges de la commune et du département s'établissent comme suit.
| Hommes | Classe d’âge | Femmes |
| ------ | ------------ | ------ |
| 0,0    | 90 ou +      | 12,5   |
| 5,0    | 75-89 ans    | 9,4    |
| 35,0   | 60-74 ans    | 43,8   |
| 25,0   | 45-59 ans    | 15,6   |
| 5,0    | 30-44 ans    | 12,5   |
| 17,5   | 15-29 ans    | 3,1    |
| 12,5   | 0-14 ans     | 3,1    |

| Hommes | Classe d’âge | Femmes |
| ------ | ------------ | ------ |
| 0,9    | 90 ou +      | 2,5    |
| 8,4    | 75-89 ans    | 11,7   |
| 20,4   | 60-74 ans    | 20,5   |
| 21,3   | 45-59 ans    | 20,3   |
| 16,8   | 30-44 ans    | 16,3   |
| 15,2   | 15-29 ans    | 13,2   |
| 17     | 0-14 ans     | 15,6   |

## Économie

### Emploi
| Division       | 2008   | 2013  | 2018   |
| -------------- | ------ | ----- | ------ |
| Commune        | 17,2 % | 8,5 % | 10,5 % |
| Département    | 6,3 %  | 7,7 % | 7,7 %  |
| France entière | 8,3 %  | 10 %  | 10 %   |

En 2018, la population âgée de 15 à 64 ans s'élève à 36 personnes, parmi lesquelles on compte 65,8 % d'actifs (55,3 % ayant un emploi et 10,5 % de chômeurs) et 34,2 % d'inactifs,. Depuis 2008, le taux de chômage communal (au sens du recensement) des 15-64 ans est supérieur à celui de la France et du département.
La commune est hors attraction des villes,. Elle compte 30 emplois en 2018, contre 26 en 2013 et 19 en 2008. Le nombre d'actifs ayant un emploi résidant dans la commune est de 21, soit un indicateur de concentration d'emploi de 144,6 % et un taux d'activité parmi les 15 ans ou plus de 39,4 %.
Sur ces 21 actifs de 15 ans ou plus ayant un emploi, 12 travaillent dans la commune, soit 55 % des habitants. Pour se rendre au travail, 54,5 % des habitants utilisent un véhicule personnel ou de fonction à quatre roues, 4,5 % les transports en commun, 9,1 % s'y rendent en deux-roues, à vélo ou à pied et 31,8 % n'ont pas besoin de transport (travail au domicile).

## Culture locale et patrimoine

### Lieux et monuments

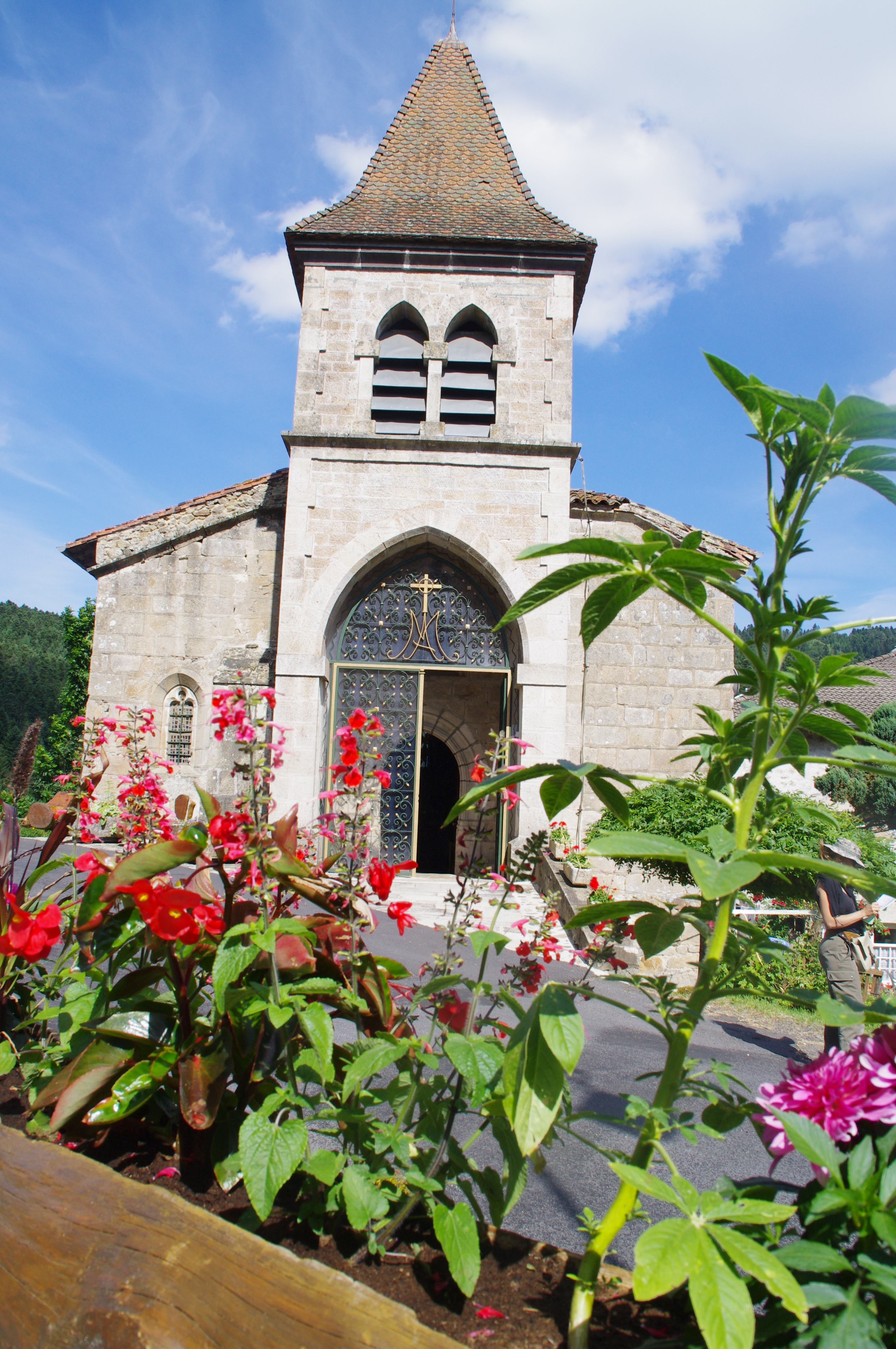
L'église.

- Église Sainte-Eugénie avec clocher-porche datant de 1908. Autour de la nef centrale sont disposées quatre nefs latérales.
- Motte castrale protégée par 3 fossés de 5 m de profondeur datée du haut Moyen Âge située sur la parcelle Château Vieux proche du lieu-dit la Terrasse, un hameau isolé surplombant le ruisseau de la Dorette[35]. Ce pourrait être le premier château des Beaumont dont la famille a fait don de terres et de forêts à Saint Robert de Turlande en 1043 afin qu’il puisse fonder l’abbaye de La Chaise-Dieu et dont la dernière descendante épousa Bertrand de Chalencon en 1230.

### Personnalités liées à la commune
- La comédienne Catherine Hays (Catherine Schell), qui s'est fait connaître dans la série de science-fiction Cosmos 1999 (Space 1999) avec son personnage de Maya en 1976, a tenu de 1995 à 2006 à Bonneval des chambres d'hôtes.

### Héraldique
|  | Les armes de la commune se blasonnent ainsi : Coupé : au 1) d’azur à la palme d’argent accostée de deux fleurs de lys d’or, au 2) d’argent au fer de moulin de sable, chaussé de gueules. |